# 富士大學
富士大學（日语：富士大学／ふじだいがく）是一所位於日本岩手縣的私立大學。

## 沿革

### 年表
- 1965年 - 學校法人京王學園創立奧州大學。
- 1969年 - 自學校法人京王學園分離，由學校法人奧州大學獨自營運。
- 1976年 - 校名變更為富士大學，學校法人也隨之改名。
- 1998年 - 經濟學部開設經營法學科。
- 2003年 - 經濟學部開設經營情報學科，新設大學院經濟・經營系統研究科。

## 組織

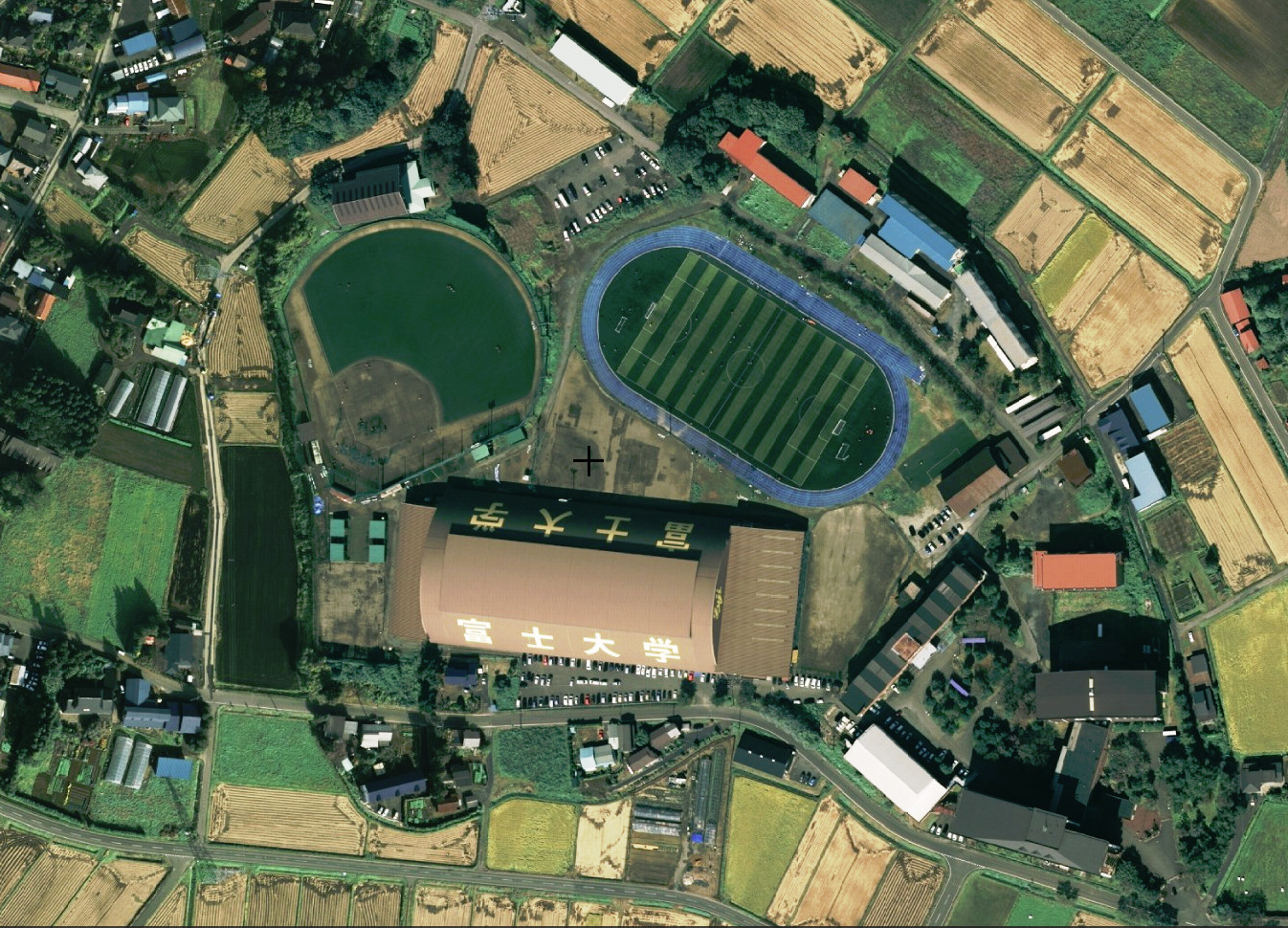
富士大學校園空拍圖

### 學部
- 經濟學部
  - 經濟學科
  - 經營法學科
  - 經營情報學科

### 大學院
- 經濟・經營系統研究科
  - 經濟・經營學專攻

## 運動隊伍
富士大學硬式野球部是北東北大學棒球聯盟的參賽隊伍之一，該隊目前已在聯盟內達成十連霸的紀錄，並曾於第58屆全日本大學棒球錦標賽獲得亞軍。

## 外部連結
- 富士大學官方網站 （页面存档备份，存于）